# Shamo
Pour l’article ayant un titre homophone, voir Chameau.

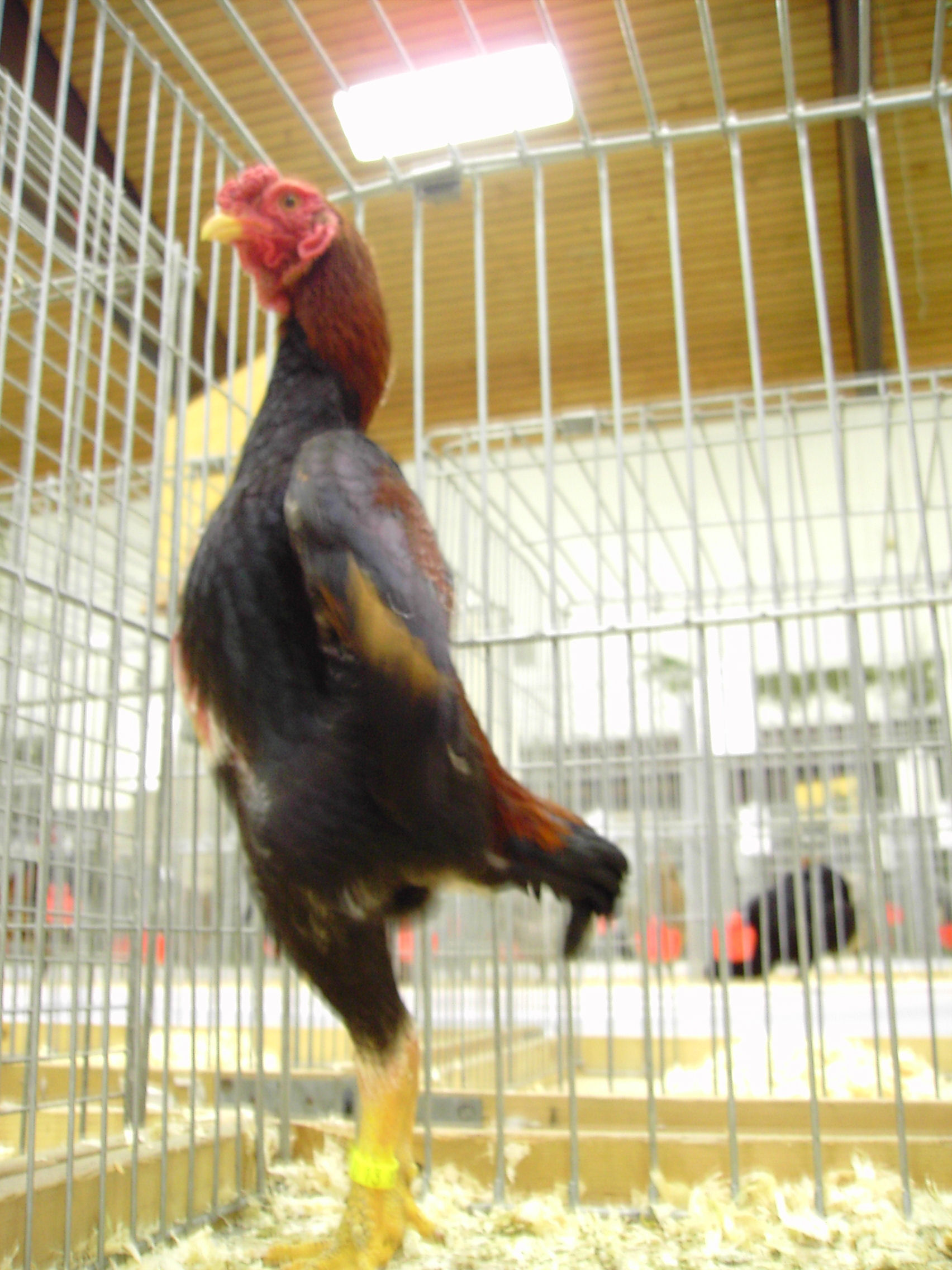
Coq Ko Shamo bien typé, en cage d'exposition lors d'un concours

Le shamo ou combattant shamo ou ko shamo (pour la forme naine) est une race de coq de combat (Gallus gallus domesticus).

## Description

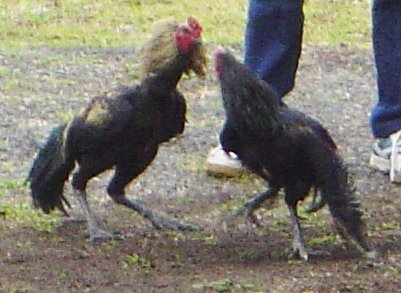
Combat de coqs en Asie

C'est une très grande volaille de type combattant parfaitement exprimé, haut sur pattes, très musclé, au plumage collant et court, au port presque vertical et au regard agressif et cruel. Il est moins haut sur pattes que le combattant malais, mais au port plus redressé.
Les trois convexes du malais (cou, dos, queue) sont moins exprimées chez le shamo. Cette race est élevée pour ses qualités sportives.

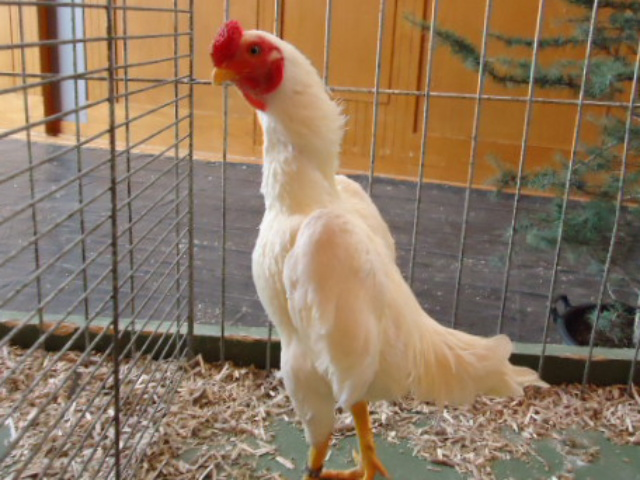
Coq Ko Shamo blanc

### Origine
C'est une race dérivant du combattant malais ; importée de Thaïlande au Japon et présente en Europe depuis 1953.

### Standard
- Crête : frisée (en noix)
- Oreillons : rouges
- Couleur des yeux : rouge orangé
- Couleur de la peau : jaune
- Couleur des tarses : jaune

Grande race :

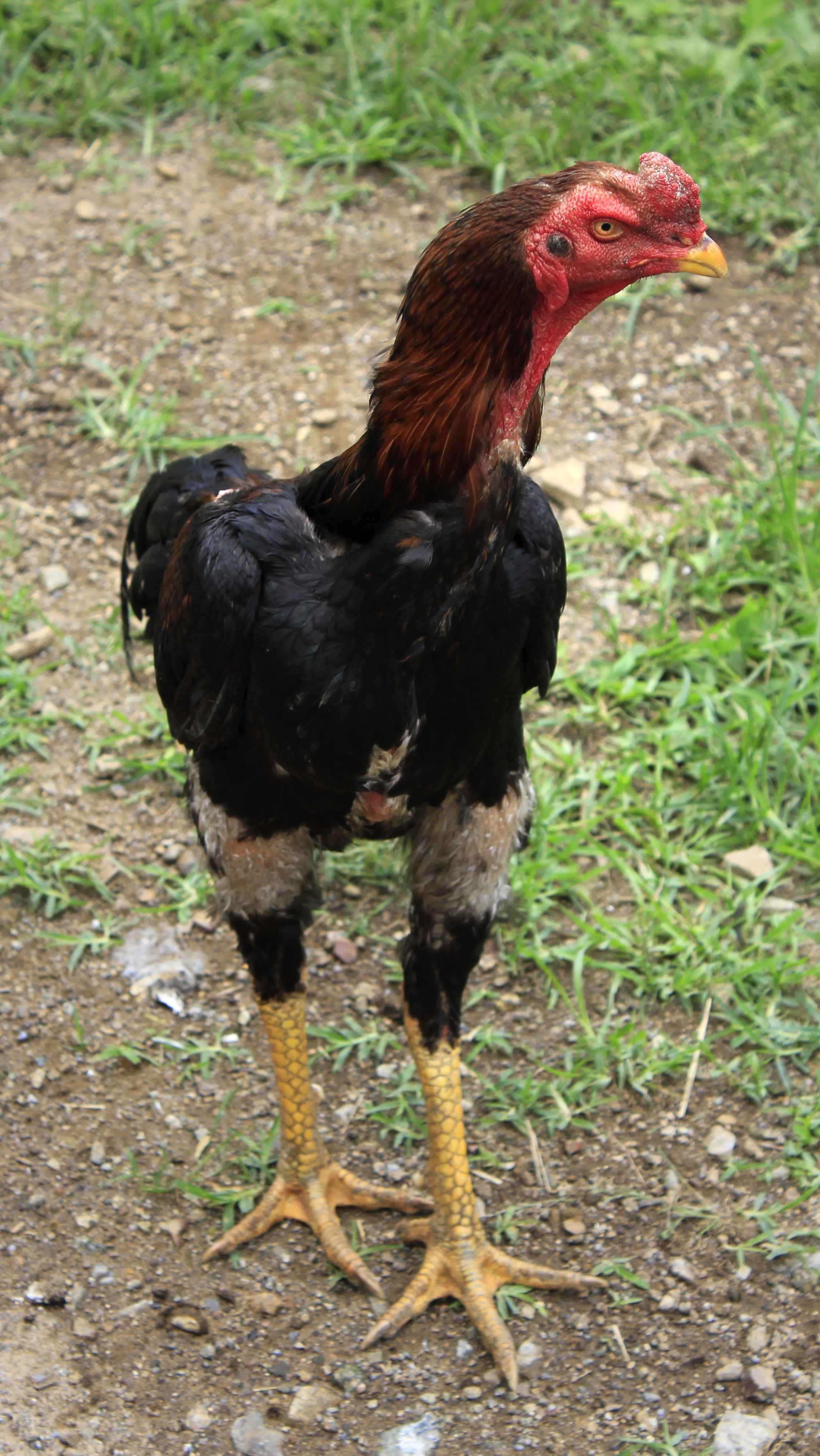
Coq shamo

- Masse idéale : Coq : minimum 4 kg ; Poule : min. 3 kg
- Œufs à couver : min. 55g, coquille brunâtre
- Diamètre des bagues : Coq : 24mm ; Poule : 22mm
- Variétés de plumage :  Blanc, bleu, noir, coucou, froment, froment argenté, froment bleu, saumon doré, saumon blanc doré, saumon bleu doré, sauvage doré, sauvage bleu doré, noir caillouté blanc, noir à camail argenté, noir à camail argenté et poitrine liserée, bleu à camail argenté, noir à camail doré, bleu à camail doré, acajou à double liseré noir, porcelaine rouge, froment bleu caillouté blanc.

Naine : (ko shamo)
- Masse idéale : Coq : minimum 900g ; Poule : 700g
- Œufs à couver : min. 30g, coquille brunâtre
- Diamètre des bagues : Coq : 14mm ; Poule : 12mm
- Variétés de plumage : Blanc, bleu, coucou, froment, froment argenté, froment bleu, noir, noir à camail doré, fauve à queue noire, blanc à queue noire, noir caillouté blanc, froment caillouté blanc, froment blanc

## Sources
- Le Standard officiel des volailles (Poules, oies, dindons, canards et pintades), édité par la Société centrale d'aviculture de France.